# Дзержаніни
Дзержаніни (пол. Dzierżaniny) — село в Польщі, у гміні Заклічин Тарновського повіту Малопольського воєводства.
Населення — 346 осіб (2011).
У 1975-1998 роках село належало до Тарновського воєводства.

## Демографія
Демографічна структура станом на 31 березня 2011 року:
|          | Загалом | Допрацездатний вік | Працездатний вік | Постпрацездатний вік |
| -------- | ------- | ------------------ | ---------------- | -------------------- |
| Чоловіки | 188     | 40                 | 122              | 26                   |
| Жінки    | 158     | 37                 | 84               | 37                   |
| Разом    | 346     | 77                 | 206              | 63                   |